# 里卡多·佩雷拉 (1976年)
列卡度·彭利拿（葡萄牙語：Ricardo Pereira，全名是Ricardo Alexandre Martins Soares Pereira，1976年2月11日—），乃一名葡萄牙足球運動員，擔任守門員。

## 生平
里卡多出身於葡超球會博維斯塔，曾為博維斯塔贏得2001年葡超聯賽冠軍，打破了葡萄牙球壇由士砵亭、賓菲加和波圖三強壟斷的局面，並以此優異表現成功入選葡萄牙國家隊。2003年轉投大球會士砵亭，於2005年為士砵亭打入歐洲足協盃決賽。
里卡多曾代表葡萄牙國家隊出席多個國際大賽，是一名大賽型選手，擅長在紧张的大場面下迸發出惊人能量。在2004年歐洲國家盃次圈遇上英格蘭，雙方鏖戰120分鐘需要互射十二碼分勝負。當時雙方比數持平，關鍵時刻他脫去門將必备武器手套，赤手空拳撲出點球上演“空手奪白刃”技惊四座，紧接着主动请缨親自操刀射入制胜12碼一戰成名，一舉成為葡萄牙國家英雄，帶領葡萄牙晉級四強。是屆大赛他開始嶄露頭角並隨葡萄牙一同闖入決賽。
2006年世界盃列卡度迅速走紅，先在首階段分組賽中高接低擋力保葡萄牙拿下分組賽头名，之後葡萄牙一路闖入八強，這次國家隊又一次遇上老對手英格蘭，結果又是里卡多挺身而出，点球大战中扑出英格蘭3記點球，創造世界盃單場點球決戰扑球纪录，一举创造历史，再度成为葡萄牙国家英雄。这一世界杯纪录至今仍由里卡多保持着。里卡多高光表现助葡萄牙國家隊打入世界盃四強。當屆國際足協把他選入大會最佳23人陣容中，亦是葡萄牙队史惟一入选过世界杯最佳阵容的國門。
世界盃後已受到一些國外球會招攬，結果於2007年夏季加盟西甲球會皇家貝迪斯。2011年1月以自由身加盟英國球會李斯特城，簽約至季末。夏天列卡度結束4年海外生涯，返回葡萄牙加盟葡超球會塞圖巴爾。
2012年至2014年效力。
2014年葡萄牙当地时间12月23号，葡萄牙前国门里卡多召开发布会宣布隱退，正式结束近20年的职业生涯。
里卡多是葡萄牙國家隊2000年代的風雲人物，多次在世界大賽中力挽狂瀾臨危救主，是葡萄牙隊在00年代取得好成績的主要功臣之一。

## 榮譽
- 葡超聯賽冠軍：2001
- 葡萄牙盃冠軍：2007
- 歐洲足協杯亞軍：2005
- 歐洲國家杯亞軍：2004
- 世界杯殿軍：2006
- 2006年世界盃官方最佳陣容

## 外部連結
- Stats and profile at Zerozero[永久]
- Stats at ForaDeJogo （页面存档备份，存于） （葡萄牙文）
- PortuGOAL profile （页面存档备份，存于）
- BDFutbol profile （页面存档备份，存于）